# Baroniet Einsiedelsborg
Baroniet Einsiedelsborg blev oprettet som lensbaroni 1676 for Mourids Podebusk (Putbus). Einsiedelsborg var centrum for baroniet.